# Bas Pollard
Bas Pollard (Amsterdam, 1960) is een Nederlands dirigent en hoornist.

## Jeugd en opleiding
Pollard groeide op in een muzikaal gezin. Zijn vader, de Engelsman Brian Pollard was solofagottist van het Concertgebouworkest en zijn moeder pianiste. Pollard behaalde zijn gymnasiumdiploma aan het Vossius Gymnasium te Amsterdam waar hij al tijdens zijn schooltijd als leerling dirigent van het schoolorkest was en dit ook na zijn schooltijd nog een aantal jaren zou blijven. Pollard studeerde hoorn bij Adriaan van Woudenberg aan het Sweelinck Conservatorium in Amsterdam en Vincente Zarzo aan het Koninklijk Conservatorium in Den Haag. In Den Haag studeerde hij ook orkestdirectie bij Lucas Vis en Ed Spanjaard.

## Activiteiten

### Hoornist
Pollard was actief als hoornist bij o.a. het Koninklijk Concertgebouworkest, het Residentie Orkest en het Noordhollands Philharmonisch Orkest. Hij speelde in de ensembles Group des Sept, het Amsterdams Hoornkwartier, het Orquestra del Festival de Cadaqués en het Trumanta Wind Ensemble. 

### Dirigent
Pollard is sinds 1988 dirigent bij het CREA Orkest. Daarnaast dirigeert hij sinds 1997 het Utrechtsch Studenten Concert en sinds 2002 het Noordhollands Jeugdorkest. Hij dirigeerde het Nederlands Studenten Kamerorkest in 1998, 2000 en 2002. Hij was eerder dirigent bij het Zaans Blazers Ensemble en het Ricciotti Ensemble. Als assistent-dirigent werkte hij bij De Nederlandse Opera, het Nederlands Philharmonisch Orkest, het Nederlands Kamerorkest en het Radio Filharmonisch Orkest. 
Tot slot is Pollard als docent verbonden aan het Conservatorium van Amsterdam.